# Marco Tecchio
Marco Tecchio, né le 31 août 1994 à Valdagno dans la province de Vicence, est un coureur cycliste italien.

## Biographie
Il commence sa carrière en 2014 dans l'équipe Area Zero. Son meilleur résultat de la saison est une dixième place au classement du meilleur jeune du Tour de Slovénie.
En 2015, il intègre l'équipe Unieuro Wilier et termine troisième du classement du meilleur jeune du Tour du Frioul-Vénétie julienne en Italie. 
En 2016, Marco Tecchio fait encore partie de la même équipe Unieuro Wilier et décroche sa première victoire au classement du meilleur jeune du Sibiu Cycling Tour. Il se présente un mois plus tard sur le Tour de Bulgarie et remporte sa première victoire d'étape. Il porte sur les épaules le maillot jaune de leader du classement général de la troisième à la sixième étape et remporte ce Tour de Bulgarie avec une minute et 27 secondes d'avance sur son équipier Simone Ravanelli.

## Palmarès
- 2016
  - Tour de Bulgarie : 
    - Classement général
    - 1re étape

## Classement mondiaux
| Année           | 2015 | 2016 |
| --------------- | ---- | ---- |
| UCI Europe Tour | 645e | 380e |